# NGC 1720
NGC 1720 est une galaxie spirale barrée située dans la constellation de l'Éridan. NGC 1720 a été découverte par l'astronome prussien Heinrich d'Arrest en 1861.

## Caractéristiques
La classe de luminosité de NGC 1709 est I-II et elle présente une large raie HI.

### Distance
Sa vitesse par rapport au fond diffus cosmologique est de 4 172 ± 6 km/s, ce qui correspond à une distance de Hubble de 61,5 ± 4,3 Mpc (∼201 millions d'al).
À ce jour, trois mesures non basées sur le décalage vers le rouge (redshift) donnent une distance de 62,100 ± 1,609 Mpc (∼203 millions d'al), ce qui est à l'intérieur des valeurs de la distance de Hubble.

### Luminosité dans l'infrarouge
La luminosité de la galaxie NGC 1720 dans l'infrarouge lointain (de 40 à 400 µm)  est égale à 5,50 × 1010 {\displaystyle L_{\odot }} (1010,74{\displaystyle L_{\odot }}) et sa luminosité totale dans l'infrarouge (de 8 à 1 000 µm) est de 7,08 × 1010 {\displaystyle L_{\odot }} (1010,85{\displaystyle L_{\odot }}).